# ZAN ZERO
ZAN ZERO（ザン ゼロ）は、ZANのデビューシングル。2003年5月9日にWN SOUNDSよりリリースされた。

## 収録曲
1. Mujo
2. Angel is who?
3. Do it!
4. Hearts